# Madhuca barbata
Madhuca barbata är en tvåhjärtbladig växtart som beskrevs av Terence Dale Pennington. Madhuca barbata ingår i släktet Madhuca och familjen Sapotaceae. Inga underarter finns listade i Catalogue of Life.